# Homoneura submemnonia
Homoneura submemnonia är en tvåvingeart som beskrevs av Kim 1994. Homoneura submemnonia ingår i släktet Homoneura och familjen lövflugor. Inga underarter finns listade i Catalogue of Life.